# Gymnasium Wolbeck
Das Gymnasium Wolbeck ist ein städtisches Gymnasium der Stadt Münster. Als Teil des Schulzentrums im Stadtteil Wolbeck wird es zurzeit von etwas unter 1000 Schülern besucht. An der Schüleranzahl gemessen ist das Gymnasium Wolbeck eines der meistbesuchten Gymnasien Münsters.

## Geschichte
Am 8. August 1968 wurde die Schule unter dem Namen „Amts-Gymnasium Wolbeck“ eröffnet. Damals betrug die Anzahl der Schüler lediglich 77, die der Lehrer nur fünf. Allerdings erlebte die Schule als einzige örtliche Schule eine sehr große Anfrage um Schulplätze. Diese Entwicklung ist durch die zur damaligen Zeit stark ansteigende bauliche Nutzung der näheren Umgebung zu erklären. Aufgrund dieses großen Andrangs war das Gymnasium Wolbeck zur Einrichtung von Notquartieren, wie zum Beispiel in nahe gelegenen Gaststätten, gezwungen. Damalige Schüler berichten vom vorherrschenden „typischen Geruch aus Zigarettenrauch und schalem Bier“.
Die nach der Fertigstellung ungeplant schnell korrodierenden Außenverkleidungen des Gebäudes brachten der Schule den Beinamen „Rostlaube“ ein.
Im Jahr 1973 schlossen sich Hauptschule, Realschule und Gymnasium zum Schulzentrum Wolbeck zusammen. Dieses besteht bis heute.
Durch den Ausbau der Verkehrsverbindungen besuchen heute nicht nur Kinder und Jugendliche aus Münster, sondern auch aus Sendenhorst, Albersloh, Everswinkel und Alverskirchen die Schule.
Seither verzeichnet das Gymnasium Wolbeck eine der größten Anzahlen von Schulbewerbungen Münsters.
Im Jahr 2008 feierte die Schule ihr 40-jähriges Bestehen mit einem Schulfest. Das 50-jährige Jubiläum der Schule wurde im Jahr 2018 in der Jovel Music Hall gefeiert.

## Schwerpunkte des Unterrichts
Die Schule unterrichtet im Rahmen ihres Sprachenprofils die Fremdsprachen Englisch, Lateinisch, Französisch, Russisch und Spanisch.
Das Gymnasium Wolbeck hat einen ausgeprägten naturwissenschaftlichen-mathematischen Bereich und ist seit 2003 Mitglied des Vereins mathematisch naturwissenschaftlicher Excellence-Center an Schulen e. V. (MINT-EC). Im Schülerwettbewerb „Jugend Forscht“ zählt die Schule durch zahlreiche Siege zu den erfolgreichsten Deutschlands.
Einen weiteren Schwerpunkt bildet das Konzept der Musikklassen. In diesen können Schüler der Klassen 5 und 6 das Spielen eines Musikinstruments erlernen. Die Musikklassen werden in Zusammenarbeit mit der Musikschule Wolbeck geleitet. Entscheidet sich ein Schüler für den Unterricht in einer Musikklasse, erhält er in der fünften und sechsten Klasse drei Stunden Musikunterricht wöchentlich.
Schüler haben die Möglichkeit, sich außerunterrichtlich in AGs zu engagieren. Diese decken einen Großteil von Themenbereichen, wie Sport, Religion oder Sprache ab.
Seit einiger Zeit ist es auch Grundschülern in der sogenannten Grundschulforscher-AG möglich sich den gymnasialen Chemieunterricht vereinfacht anzuschauen.
Seit 2018 ist das Gymnasium Wolbeck eine Europaschule in Nordrhein-Westfalen. Die Schule verdankt diesen Titel vor allem Schüleraustauschen mit anderen europäischen Ländern, dem großen Fremdsprachenangebot und dem bilingualen Unterricht von der 5. bis zur 9. Klasse. Seit dem Schuljahr 2017/18 können Schüler auch das Exzellenzlabel CertiLingua erwerben, das ihre sprachlichen, europäischen und interkulturellen Kompetenzen nachweisen soll.

## Logo
Das Logo des Gymnasiums Wolbecks stellt die Dächer der Schule und die Sonne in stilisierter Art dar.

## Bekannte Lehrer
- Franz Kappenberg (* 1946), „Pionier der elektronischen Messwerterfassung im Chemieunterricht“ und Träger des Bundesverdienstkreuzes am Bande
- Bernd Kipp (* 1948), ehemaliger deutscher Fußballspieler (u. a. Fortuna Düsseldorf)
- Jan Romund (* 1983), deutscher Volleyball- und Beachvolleyballspieler

## Bekannte Schüler
- Thomas Röttgermann (* 1960), ehemaliger Vorstandsvorsitzender von Fortuna Düsseldorf
- Nicola Borgmann (* 1967), eine deutsche Kunsthistorikerin, Architektin und Leiterin der Architekturgalerie München
- Klaus Filbry (* 1967), Vorsitzender der Geschäftsführung vom SV Werder Bremen
- Carsten Cramer (* 1968), Geschäftsführer von Borussia Dortmund
- Henning Wehland (* 1971), Sänger der deutschen Rockband H-Blockx
- Markus Happe (* 1972), ehemaliger deutscher Fußballspieler (u. a. Bayer 04 Leverkusen und FC Schalke 04)
- Henning Rehbaum (* 1973), Politiker (CDU), Mitglied des Deutschen Bundestages
- Carina Terberl (* 1982), ehemalige deutsche Fußballspielerin (FFC Flaesheim-Hillen)